# 太平宮
24°57′31″N 121°31′59″E / 24.958743°N 121.533090°E
太平宮，是位於臺灣新北市新店區太平里的開漳聖王廟，為安坑地區漳州裔的信仰中心。

## 由來

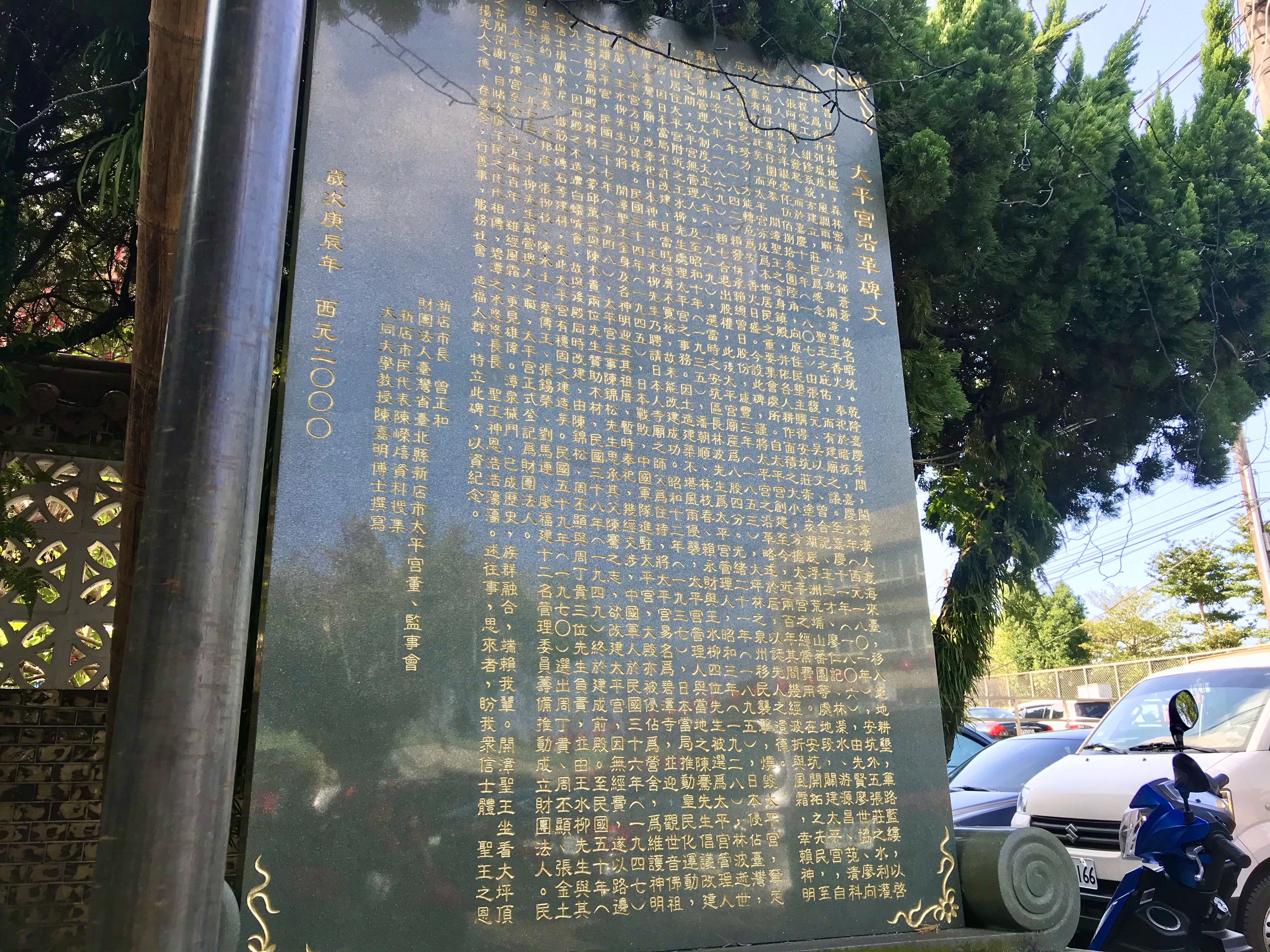
沿革記載咸豐三年（1853年）被大坪林的泉州人燒毀並奪走神像、皇民化運動曾改名「碧潭寺」、戰後初期被國軍占據等歷史。

新店區被新店溪隔開分成東、西兩岸，早期東岸為泉州裔聚集地。西岸安坑地區則是漳州裔。當時安坑古名「暗坑」，環境險惡，漳州人祈消弭瘟疫，就迎開漳聖王香火。分靈自大溪仁和宮，於嘉慶十二年（1807年）建廟，由開墾的八位股東獻七甲餘的地，此後安坑的漳州裔便以此廟為信仰中心，特別是外五張庄的居民。
該廟宇曾被暫定列為三級古蹟，但在1985年8月19日被中華民國內政部解除列管而未正式指定為古蹟。

## 廟地
廟地名稱為「八股四」，是因部份開墾股東退出，只剩下八股四分，包括目前的太平公園、運動場及空軍公墓等地，都曾屬於此廟所有。國軍在此建立太平新村作為眷村，也將部分廟地作為空軍公墓使用。1980年，廟方再無條件提供土地給市公所，興建新店托兒所太平分班。
今址是太平路61號。

## 外部連結
- 官方网站